# 1844年大彗星
1844年大彗星（Great Comet of 1844），正式命名為C/1844 Y1，是一顆1844年肉眼可見的彗星。由於其非凡的亮度，它被認為是大彗星之一。

## 觀測歷史
關於這顆彗星的發現紀錄只有二手資料，因此真正的發現者仍不得而知。弗朗索瓦·阿拉戈（François Arago）於 1845年3月在《Comptes rendus de l'Académie des Sciences》上報告說，這顆彗星於1844年12月16日黃昏首次在圭亞那觀測到。除此之外，他沒有提供任何進一步的資訊。
接下來的幾天，南半球又有了幾次獨立發現，例如12月18日在南非開普敦、12月19日在澳洲新南威爾斯。同樣在12月19日，E.威爾莫特在好望角又有了一次獨立發現，他是第一個正式宣布發現彗星的人，這就是為什麼這顆彗星有時被稱為「威爾莫特彗星」。他的發現立即得到皇家天文台托馬斯·麥克萊爾（Thomas Maclear）的觀察證實。當時彗星已經有3-4°的長尾了。12月20日，一艘船在紐西蘭獨立發現彗星。12月22日，紐西蘭有另一次獨立發現。
此時彗星已經過了近日點，但隨著它繼續接近地球，最初並沒有顯得更暗，彗星在傍晚的暮色中看得越來越清楚。人們在南大西洋、南非、圭亞那、印度和錫蘭進行了大量觀測。到1844年年底，尾巴長度達到 15°，略微彎曲，邊緣清晰。
1845年1月初，根據報導彗星核心亮度為2.5等；大多數觀測者認為亮度為5-6 等。一月中旬，彗尾長度和亮度再次下降，在接下來的幾天裡，由於滿月干擾，彗星不容易被觀測到。2月初，這顆彗星的亮度持續降低，以致於無法用肉眼觀測到。大約在這個時候，北半球的觀測者第一次用望遠鏡看到它，2月5日在義大利首次觀測到 彗星。
1月21日，這顆彗星以 4°的距離掠過1844年7月發現的彗星C/1844 N1 (Mauvais) 。3月初，這顆彗星觀測起來很困難，最後一次觀測在1845年3月12日進行。
根據赫爾曼·穆克（Hermann Mucke）的說法，這顆彗星的總亮度達到了-1等。

## 軌道
1850年，喬治·菲利普斯·邦德就根據觀測數據計算了彗星為雙曲線軌道。在1978年，Brian Marsden、Zdenek Sekanina和Edgar Everhart等人確定彗星為橢圓軌道。
2019年12月28日，小行星陸地撞擊持續報警系統發現彗星C/2019 Y4（ATLAS）幾天後，業餘天文學家Maik Meyer指出，該彗星的軌道元素1844年大彗星相似，並假設兩顆彗星具有共同的起源，可能是一顆較大彗星的碎片，該彗星在早期經過太陽時破裂了。